# ФК Младост Босилеград
ФК Младост је фудбалски клуб из Босилеграда, Србија, и тренутно се такмичи у Пчињској окружној лиги, петом такмичарском нивоу српског фудбала. Клуб је основан 1975. године.
Клуб је у сезони 2010/11. заузео петнаесто место у Нишкој зони и тако испао у нижи ранг, од тада се такмичи у окружној лиги. Међутим, у сезони 2017/2018 освајају Пчињску окружну лигу и улазе у Зону Југ.